# Antonio Matarrese
Antonio Matarrese (Bari, 4 luglio 1940) è un imprenditore, dirigente sportivo e politico italiano, membro onorario della FIGC e della UEFA.
È stato presidente prima della Lega Calcio e poi della FIGC, vicepresidente della FIFA (dal 1994 al 2002) e dell'UEFA (dal 1992 al 2002). È stato anche presidente del Bari dal 1977 al 1983 ed amministratore delegato della stessa società nel biennio 2012-2014. Nel 2018 è entrato nella Hall of Fame del calcio italiano.

## Biografia
Presidente del Bari dall'agosto 1977, con la squadra militante in Serie B. Alla guida societaria del Bari ottiene la Coppa Italia Primavera. La stagione più soddisfacente la raggiunge con il Bari dei baresi nel 1981-1982 quando affida ad Enrico Catuzzi la guida tecnica della squadra, composta prevalentemente da giovani giocatori della squadra Primavera, sfiorando la Serie A per due punti in classifica. Sotto la sua presidenza vengono lanciati diversi giovani calciatori, tra cui Luigi De Rosa e Michele Armenise. Nel 1983, con i biancorossi appena retrocessi in Serie C1 dopo 5 anni in serie cadetta, lascia la carica di presidente del Bari al fratello Vincenzo.
È stato presidente della Lega Calcio dal marzo 1982 all'ottobre 1987. Successivamente si dimette per candidarsi alla presidenza della FIGC. Laureato in economia e commercio e dottore commercialista, è stato deputato della Democrazia Cristiana per cinque legislature, dal 1976. Candidato del Polo per le Libertà a Presidente della Provincia di Bari in occasione delle elezioni provinciali del 1999, ha ripresentato la propria ricandidatura alle elezioni europee del 2004 nelle file dell'Unione dei Democratici Cristiani e di Centro, ma in nessuna delle due occasioni è stato eletto. Dal 2003 è segretario provinciale dell'UDC di Bari.
Presidente della Federazione Italiana Giuoco Calcio dal 1987 al 1996, è lui a nominare, nel 1991, Arrigo Sacchi Commissario tecnico della nazionale italiana di calcio. È nel comitato organizzatore dei Mondiali Italia '90 e presidente del comitato organizzatore dei Giochi del Mediterraneo di Bari del 1997, nonché vicepresidente della FIFA (dal 1994 al 2002) e dell'UEFA (dal 1992 al 2002).
È inoltre vicepresidente vicario della Lega (nella prima "legislatura" Galliani, dal 2002 al 2004), carica creata appositamente per lui). È anche il primo presidente (fino al gennaio 2004) di Gioco Calcio, la piattaforma televisiva alternativa che dura la sola stagione 2003-2004, nel tentativo di rompere l'appena nato monopolio di Sky.
È stato presidente dell'UNIRE (Unione nazionale incremento razze equine) dal settembre 2004 al 12 maggio 2005, quando l'Unire fu commissariata dopo le dimissioni di quattro componenti del CdA. L'8 agosto 2006 è stato nuovamente eletto a distanza di 19 anni presidente della Lega Calcio di serie A e B succedendo al dimissionario Adriano Galliani. È fratello dell'ex presidente del Bari, Vincenzo, del vescovo cattolico Giuseppe e dell'imprenditore edile Michele. Suo nipote Salvatore è stato deputato nella XVII Legislatura.
In seguito agli incidenti di Catania del 2 febbraio 2007, in cui viene ucciso l'ispettore di polizia Filippo Raciti, fa molto scalpore la dichiarazione, per protestare contro la decisione del Commissario Straordinario della FIGC Luca Pancalli che aveva fermato tutti i campionati:
I morti del sistema calcistico purtroppo fanno parte di questo grandissimo movimento che le forze dell'ordine non sono ancora in grado di controllare.»
Il 16 luglio 2010, un anno dopo aver lasciato la presidenza della Lega Calcio, ritorna al Bari con la carica di vice presidente. Il 14 gennaio 2013, in occasione della rielezione di Giancarlo Abete alla presidenza della FIGC, viene nominato membro onorario della stessa FIGC.
Nell'ottobre del 2022 viene indagato con l'accusa di bancarotta fraudolenta per dissipazione insieme al fratello Amato, ai nipoti Salvatore e Marco Matarrese e ad altre quattro persone in relazione al fallimento di alcune società.